# Arthroleptis langeri
Arthroleptis langeri es una especie de anfibio anuro de la familia Arthroleptidae.

## Distribución geográfica
Esta especie es endémica de Liberia. Habita a 567 m de altitud en el monte Nimba.
Su presencia es incierta en Guinea y Costa de Marfil.

## Etimología
Esta especie lleva el nombre en honor a Detlev Langer.

## Publicación original
- Rödel, Doumbia, Johnson & Hillers, 2009 : A new small Arthroleptis (Amphibia: Anura: Arthroleptidae) from the Liberian part of Mount Nimba, West Africa. Zootaxa, n.º 2302, p. 19-30.[3]